# Vaticinium ex eventu

Un vaticinium ex eventu, expression latine (littéralement, « prophétie à partir de l'événement »), est une notion à la fois historiographique et exégétique qui désigne une prétendue prédiction insérée ultérieurement dans un texte à caractère prophétique.
Plusieurs écrits du Proche-Orient ancien ont recours à des interpolations postérieures aux événements, souvent afin de légitimer le pouvoir en place. Plusieurs exemples se trouvent également dans la Bible, notamment dans le Livre de Daniel mais aussi dans le Nouveau Testament.

## Présentation
Il n’existe pas de consensus scientifique sur la proportion de vaticinia ex eventu dans le Tanakh et dans le christianisme primitif. Les théologiens traditionalistes considèrent en général que les prophéties bibliques ont été réellement prononcées à l'époque où les situe le récit.

## Bible hébraïque
Les prédictions du Livre de Daniel sont souvent considérées comme des vaticinia ex eventu en donnant l'apparence d'une prescience des événements depuis la conquête d’Alexandre jusqu’à la persécution d’Antiochos IV à l’été 164 avant notre ère. Les visions de la première partie sont d’origine légendaire, et celles de la seconde proviennent d’auteurs anonymes de la période maccabéenne, au deuxième siècle avant notre ère. Si le Livre de Daniel figure dans les Ketouvim (« Écrits »), et non pas dans les « Nevi'im » (Prophètes), cela tient sans doute au fait que ce texte s'est constitué tardivement dans la formation du canon biblique, et l’opinion majoritaire parmi les spécialistes est que Daniel n’est pas un livre prophétique : il appartient plutôt au genre apocalyptique.

## Nouveau Testament

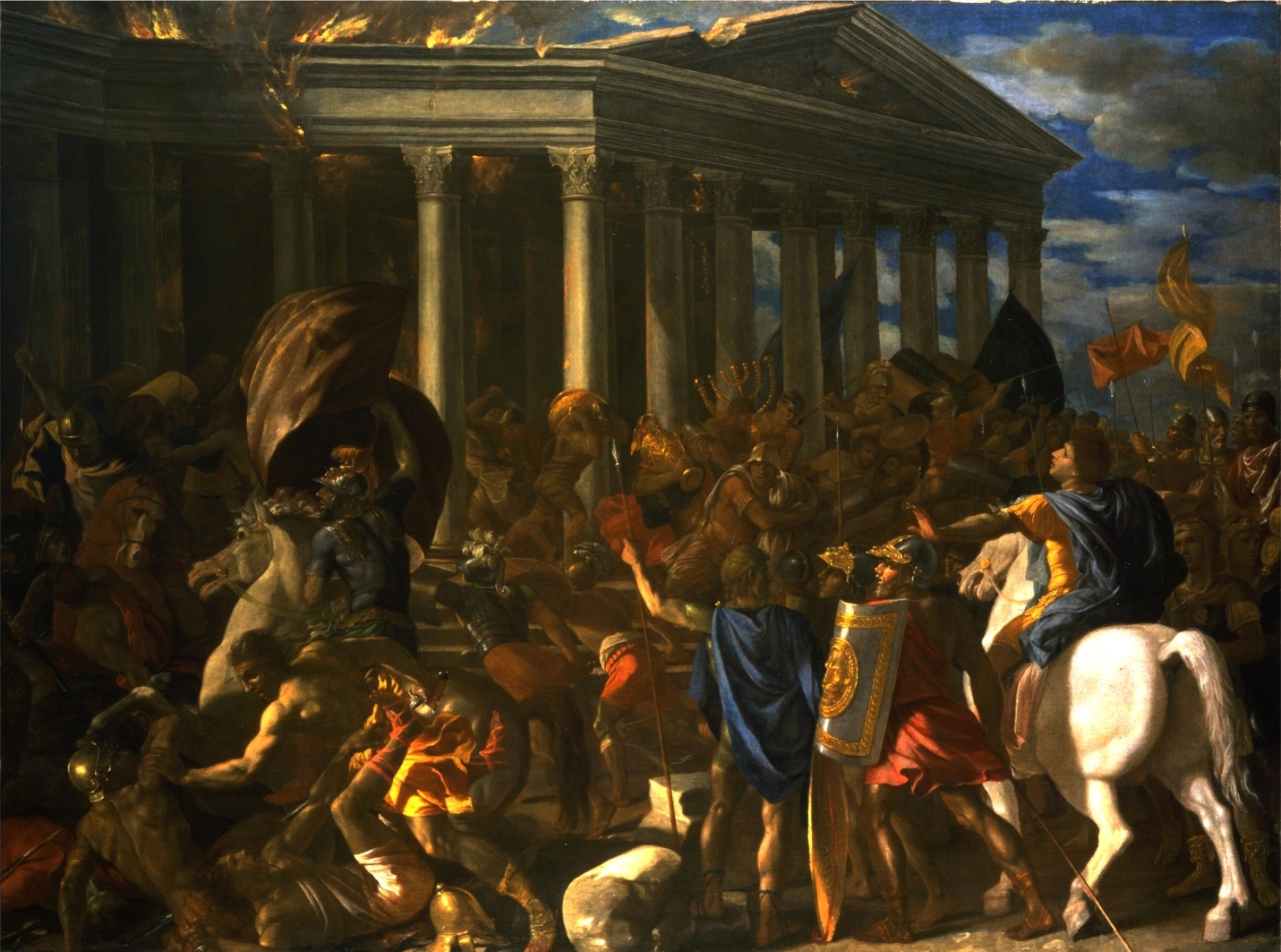
La Destruction du Temple de Jérusalem, par Nicolas Poussin (1626), musée d'Israël.

Dans l'exégèse historico-critique, la majorité des chercheurs estiment que les prophéties de Jésus sur la destruction du Temple de Jérusalem en Marc 13 et en Luc 21, ont été rédigées après les événements de l'année 70,. Néanmoins, plusieurs spécialistes objectent que ces prophéties ne correspondent pas aux événements aussi étroitement que l'on pourrait s’y attendre si le ou les auteurs avaient mis ces mots dans la bouche de Jésus plus tardivement. Ainsi, quelques-uns considèrent que seul le passage de Luc relève du vaticinium ex eventu (au contraire de Marc), tandis que d'autres estiment que le texte de Luc ne se réfère pas à la destruction du Temple en 70.
Toutefois, concernant le discours sur le mont des Oliviers, où Jésus prédit sa mort et sa résurrection, par exemple en Marc 8:31, un certain nombre d’exégètes jugent plausible l'hypothèse de paroles antérieures à sa mort.